# 9556 Gaywray
9556 Gaywray è un asteroide areosecante della fascia principale. Scoperto nel 1986, presenta un'orbita caratterizzata da un semiasse maggiore pari a 2,3188693 UA e da un'eccentricità di 0,1808843, inclinata di 23,58219° rispetto all'eclittica.
L'asteroide è dedicato allo statunitense Gay Firestone Wray, ricercatore allo Smithsonian Astrophysical Observatory.